# Antonina Richter
Antonina Richter (Tova Richter) (ur. 1913 we Lwowie, zm. ? Izrael) – polska malarka pochodzenia żydowskiego.

## Życiorys
Nauki malarstwa pobierała na Akademii Sztuk Pięknych w Krakowie w latach 1930-1932 pod okiem Władysława Jarockiego. Związana była z lwowską grupa Ster, z którą w 1934 roku wystawiała swoje prace oraz z salonem Wandy Diamand skupiającą artystów i naukowców. Swoje prace wystawiała głównie we Lwowie: w 1936 w Muzeum Przemysłu Artystycznego, w 1938 w lokalu Zawodowego Związku Polskich Artystów Plastyków, w 1939 w lokalu Żydowskiego Towarzystwa Literacko-Artystycznego. W tym samym roku jej dzieła można było oglądać na wystawie pt. "Portret kobiecy" w Warszawie.

Tematem jej prac były sceny rodzajowe oraz portrety i studia kwiatów. 

Kontrastowo zestawiała barwy, stosowała urozmaicone efekty fakturowe. Wykazywała tendencję do geometryzowania i deformowania kształtów.